# TerraScape
TerraScape ist ein Aufbau-Strategiespiel, das vom deutschen Entwicklerstudio Bitfall Studios entwickelt wurde. Nachdem es am 5. April 2023 im Early Access erschienen war, wurde die Vollversion des Spiels am 17. Juli 2024 von Stray Fawn Studio und Instinct3 veröffentlicht.

## Spielprinzip
TerraScape ist ein Aufbau-Strategiespiel, in dem der Spieler eine Stadt aufbaut. Die Spielwelt ist ein Sechseckraster, auf dessen Felder sich etwa Wälder, Gewässer oder Tierherden befinden. Zu Beginn einer Spielrunde erhält der Spieler eine Kartenhand mit zufälligen Gebäuden. Durch Ablegen der Karten setzt der Spieler die Gebäude auf das Spielfeld. Dadurch erhält der Spieler Punkte. Bestimmte Kombinationen liefern mehr Punkte, etwa das Bauen von Landwirtschaft in der Nähe von Wäldern oder Wiesen oder das Bauen von Wohngebäuden in der Nähe einer bereits bestehenden Siedlung. Der Spieler kann Punkte ausgeben, um weitere Karten vom Stapel zu ziehen. Im Spielverlauf schaltet der Spieler weitere Kartenarten frei, die anschließend gezogen werden können. Außerdem können Gebäuden etwa zu einer Kathedrale oder anderen Denkmälern fusionieren. Das Spiel ist zu Ende, wenn der Spieler keine Karten mehr ablegen kann. Neben diesem Spielmodus, in dem es darum geht, möglichst viele Punkte zu sammeln, gibt es einen Sandbox-Modus.

## Entwicklung und Veröffentlichung
TerraScape ist das erste Spiel des Entwicklerstudios Bitfall Studios und wurde für Windows und macOS entwickelt. Zunächst trug das Spiel den Arbeitstitel HexaWorld. Das Medienboard Berlin-Brandenburg förderte die Entwicklung des Spiels mit einem Darlehen von 120.000 €. Das Spiel wurde erstmals am 5. April 2023 von Toplitz Productions in einer Early-Access-Version veröffentlicht; zuvor war ab dem 16. März 2023 das Spiel in einer Beta-Version spielbar. Die Vollversion des Spiels erschien am 17. Juli 2024 auf Steam und GOG.com und wurde nun von Stray Fawn Studio und Instinct3 veröffentlicht.

## Rezeption

### Vorabberichte
In einem Vorabbericht zur Early-Access-Version meinte Reiner Hauser von GameStar, dass sich TerraScape in eine Folge von entschleunigenden Aufbau-Spielen einreiht. In dieser Hinsicht verglich er das Spiel mit Dorfromantik, Luke Plankett von Kotaku außerdem mit Islanders. Letzterer sagte, dass TerraScape das Genre der Städtebausimulation auf seine einfachsten Bestandteile herunterbreche, wodurch es zu einem entspannenden Spiel werde. Er lobte die Grafik des Spiels; beim Erschaffen der Städte fühle man sich wie Bob Ross. Christopher Livingston von PC Gamer wünschte sich für die Vollversion sichtbare Bewohner, die durch die Städte laufen.

### Rezensionen
Zur Vollversion meinte Hauser auch weiterhin, dass TerraScape ideal für Spieler sei, die Entspannung suchen. Christian Burtchen von Gameswelt meinte, dass das Spiel als Aufbauspiel ohne Steuern, Militär oder Ähnliches einen sehr geringen Umfang habe, insgesamt aber sehr gut umgesetzt sei.

### Auszeichnungen
Bei den GermanDevDays 2024 erhielt TerraScape den Titel „Bestes Spiel“ und wurde somit zum besten deutschen Indie-Spiel ernannt. Außerdem gewann das Spiel dort in den Kategorien „Beste Spielmechanik“, „Bestes Aussehen“ und „Bester Klang“.

### Verkaufszahlen
In seinem ersten Monat konnte TerraScape sich 100.000 Mal verkaufen.